# Lashkar-e-Taiba
Lashkar-e-Taiba (De rättfärdigas här) är en av de största och mest aktiva terrororganisationerna i Sydasien.
Sedan 1989 har man tillsammans med andra jihadgrupper, baserade i Pakistan, angripit den indiska militären i ett krig som kostat åtminstone 30 000 människor livet.
Pakistan förbjöd rörelsen sedan den fått skulden för attacken mot Indiens parlament 2001.
Mohammed Ajmal Kasab, den enda terrorist som greps levande i samband med terroristattackerna i Bombay 2008, ska enligt indiska medier ha uppgett att han lejts av Lashkar-e-Taiba för att delta i attentaten.
Personer med kopplingar till Lashkar-e-Taiba uppges 2009 ha varit inblandade i planer på attacker mot tidningen Jyllandsposten.